# 김경준 (기업인)
김경준(크리스토퍼 김, 金景俊, 1966년 6월 6일 ~ )은 미국 교포 출신의 대한민국 기업인이다. 미국식 이름은 크리스토퍼 김(Christopher Kim)이다. 17대 대통령 이명박의 후보자 시절 다스 등의 회사를 대리운영하였다는 의혹을 받았다.

## 생애
대한민국 출신으로 미국에 건너가 활동하는 미국계 기업인이다. 1966년 6월 6일 서울특별시에서 태어나 6살 때 가족과 함께 미국으로 이민을 떠났고, 코넬 대학교를 졸업했다. 그후 시카고 대학교에서 석사 학위를 받고 펜실베이니아 대학교 와튼 경영대학원에서 MBA 학위를 취득했다. 대학 졸업 후 모건 스탠리, 살로먼 스미스 바니에 근무한 것을 시작으로 투자 전문가로 일했다.
한때 이명박과 동업하여 1999년에 투자자문회사 'BBK'를, 2000년에는 이명박과 공동으로 각자의 이름에서 머릿글자를 딴 'LKe뱅크'를 설립하였다. 

## 저서
- BBK의 배신, 비비케이북스, 2012년

## 같이 보기
- BBK 사건
- 에리카 김
- 이명박
- 김유찬